# Tom Araya
Tom Araya, egentligen Tomás Enrique Araya Díaz, född 6 juni 1961 i Viña del Mar, Chile, är sångare och basist i thrash metal-bandet Slayer.
Araya föddes i Chile och flyttade som femåring med sin familj till South Gate utanför Los Angeles i Kalifornien. Han anslöt sig till Slayer 1981. Slayer skapade tillsammans med bland annat Metallica en ny musikstil, thrash metal, som uppstod under tidigt 1980-tal på den amerikanska västkusten.

## Biografi

### Barndom och uppväxt
Tom Araya föddes 1961 i Viña del Mar i Chile. Hans pappa emigrerade till USA när Tom var fem år och efter att han arbetat där några år kunde familjen komma efter. Tom Araya växte upp i en katolsk familj som barn nummer fyra i en syskonskara med sju barn. Familjen tog med sig delar av den chilenska kulturen men för Tom var det den amerikanska kulturen under uppväxten som påverkade honom mest musikaliskt. Under sina yngre år men även senare när han spelade i Slayer lyssnade Araya på varierad musik av bland andra Bruce Springsteen, Beatles, Beastie Boys, The Doors, Creedence Clearwater Revival och Taking Back Sunday.
Arayas äldre bror spelade gitarr och själv började han vid sju-åtta års ålder prova på både att sjunga och att spela bas, utan att ta några musiklektioner. Bröderna lyssnade ständigt till musik på radio under 60-talet och spelade låtar av Beatles och Rolling Stones tillsammans. När Araya var femton år gick han med i coverbandet Tradewinds som spelade på klubbar och fester i området. Den senare bandkollegan Dave Lombardo hörde Araya spela med sitt band på klubben La Crofadia under denna period. Mot slutet av sjuttiotalet började bandet ändra stil och bytte ut popmusiken, som Andy Gibbs-covers, mot mera hårdrock som Van Halen. Tradewinds bytte namn till Quits och de brukade använda Arayas garage som replokal. Bandets gitarrist Russel Dismuke, som också gav gitarrlektioner, tog med sig en av sina elever, Kerry King, till bandets repetitioner. Arayas senare Slayer-kollega King spelade med Quits en kort tid innan Araya lämnade bandet.
Araya tog sin high school-examen på Bell High och inledde därefter en tvåårig medicinsk diplomutbildning inom andningsterapi. Han arbetade som andningsterapeut när Kerry King några år senare tog kontakt med honom och undrade om Araya ville provspela för hans nya band Slayer. King gav honom en lista på 13 låtar som han tränade in de kommande dagarna, bland annat "Rock the Nation" av Montrose, "Highway Star" av Deep Purple och "Lights out" av UFO.
Vid den här tiden hade Araya provsjungit för flera andra band men när han och Kerry King sedan provspelade i Arayas garage tillsammans med gitarristen Jeff Hanneman och trummisen Dave Lombardo var det enligt Araya som om de redan hade repeterat färdigt alla låtarna tillsammans. Bandet Slayer hade därmed fått sin fulla uppsättning musiker.

### Slayer
Alltsedan 1982 har Tom Araya varit Slayers basist och sångare utan avbrott i mer än 35 år. Han fortsatte först att arbeta inom sjukvården parallellt med att bandet växte. När Slayer skulle göra sin första Europaturné 1987, Reign in Pain European Tour, meddelade arbetsgivaren att Araya skulle bli avskedad om han var borta en hel månad som planerat och därmed avslutade han sin timanställning och sin möjliga karriär som terapeut.
De första åren var det de båda gitarristerna Jeff Hanneman och Kerry King som skrev all musik och lyrik till bandets låtar. På andra albumet Hell Awaits var Araya med och skrev texten till "At Dawn They Sleep" och "Crypts of Eternity" tillsammans med gitarristerna. På fjärde albumet South of Heaven skrev Araya ensam lyriken till "Silent Scream" och "Mandatory Suicide" och därefter har han bidragit med låttexter i varierad utsträckning på samtliga Slayers senare album. På live-DVD:n Live Intrusion från 1995 står Tom Araya för produktionen tillsammans med Kerry King.
Tom Araya har en bror som heter Johnny Araya som spelar bas i melodisk death metal-bandet Thine Eyes Bleed. Johnny Araya har även några gånger spelat live med Slayer.

### Samarbeten och andra utgivningar
Tom Araya bidrar med sin röst till ett spår på Alice in Chains album Dirt som kom 1992. Tillsammans med Max Cavalera sjunger Araya på låten "Terrorist" på 2000 års album Primitive av Soulfly. Han deltog även 2002 på samlingsalbumet Rise Above: 24 Black Flag Songs to Benefit the West Memphis Three med covers på sånger av hardcore-punkbandet Black Flag, framförda av Henry Rollins Band och med olika sångare i varje låt. Araya bidrar med sång på låten "Revenge", spår 16. Som basist medverkade Araya 2005 på Alan Silvestris skiva Judgment Night. En intervju med Araya och Jeff Hanneman finns utgiven tillsammans med liknande intervjuer med andra hårdrocksartister på vinylskivan Metalshop - Radio's Weekly Metal Magazine från september 1988.

### Familjeliv
Tom Araya bor på en egen gård i Buffalo, Texas med sin fru och två barn, en dotter född 1996 och en son född 1999.

## Lyrik och teman i texterna
Trots att han var bandets sångare började Araya först i och med Slayers fjärde studioalbum, South of Heaven, i någon större utsträckning bidra till låttexterna. Hans texter rör sig oftast kring teman om krig och om seriemördare. Exempel på låttexter om seriemördare är "213" om Jeffrey Dahmer och "Dead Skin Mask" om Ed Gein. Intresset för olika seriemördare har Araya förklarat med att han inte kan förstå hur vi människor kan göra så mot varandra. Genom att studera mördarnas bakgrund hoppas han förstå varför detta kan ske. I en intervju 2005 med Brian Davis på Knac.com berättar han också att han läst litteratur i ämnet, bland annat en psykiater som hade intervjuat ett antal seriemördare och hade en teori om hur man kan känna igen en potentiell seriemördare.
Araya skrev lyriken till den Grammy Award-vinnande låten "Eyes of the Insane" på Slayers nionde album Christ Illusion. Texten handlar om hur krig påverkar soldaterna mentalt och hur krigsupplevelserna kan ge dem bestående trauman. Inspiration till lyriken fick Araya från en tidningsartikel i Texas Monthly om hemkommande soldater från det amerikanska kriget i Irak.
Vid olika tillfällen har Araya fått frågan om hur han som troende katolik kan sjunga "satanistiska" texter och lyrik som berättar om ökända nazister och seriemördare. Araya har svarat att det aldrig har varit något problem för honom. Han säger att den största missuppfattningen om Slayer är att de skulle vara satanister och att det aldrig varit några konflikter mellan hans religiösa tro och budskapen i Slayers låtar.

## Diskografi

### Studioalbum med Slayer
- 1983 – Show No Mercy
- 1985 – Hell Awaits
- 1986 – Reign in Blood
- 1988 – South of Heaven
- 1990 – Seasons in the Abyss
- 1994 – Divine Intervention
- 1996 – Undisputed Attitude
- 1998 – Diabolus in Musica
- 2001 – God Hates Us All
- 2006 – Christ Illusion
- 2009 – World Painted Blood
- 2015 – Repentless

### Samarbeten och gästsång
- 1992 – sång på låten "Iron Gland" på Alice in Chains album Dirt
- 2000 – sång på låten "Terrorist" på Soulflys album Primitive
- 2002 – sång på låten "Revenge" på samlingsalbumet Rise Above: 24 Black Flag Songs to Benefit the West Memphis Three med Rollins Band